# Szentgyörgyvár
Szentgyörgyvár es un pueblo ubicado en el condado de Zala, Hungría.

## Superficie
Posee una superficie de 11,65 kilómetros cuadrados.

## Demografía
Hasta 2021 la población era de 309 habitantes, con una densidad de población de 26,52 habitantes por kilómetro cuadrado. En 2011 el 94,3% de la población estaba conformada por húngaros y la religión predominante era el catolicismo.